# Janjila
Janjila (szerbül: Јањила) szerb falu Bosznia-Hercegovinában, a Bosznia-hercegovinai Föderáció Una-Szanai kantonjában, Bosanski Petrovac községben. 

## Fekvése
Bosznia-Hercegovina nyugati részén, Bihácstól légvonalban 55, közúton 66 km-re délkeletre, Bosanski Petrovactól légvonalban 9, közúton 13 km-re keletre, a Bravsko polje nyugati részén, a Grmeč-hegység lejtőin, és a kisebb Sakina greda és Malešavac dombok alatt fekszik. A településhez legközelebbi hegycsúcs a Crni Vrh 1604 méter magas csúcsa. A házak, akárcsak a mező, nyugat-keleti irányban sorakoznak. A faluban három házcsoport van: Janjila, Bjelajski do és Goran. A falunak elegendő vize van, melyet több forrás vize biztosít, és amelyek vize néhány száz méter hosszan folyik át a településen.

## Népessége
| Nemzetiségi csoport | Népesség 1991 | Népesség 2013 |
| ------------------- | ------------- | ------------- |
| Szerb               | 351           | 124           |
| Bosnyák             | 0             | 0             |
| Horvát              | 0             | 0             |
| Jugoszláv           | 3             | 0             |
| Egyéb               | 0             | 0             |
| Összesen            | 354           | 124           |

## Története
Crni Vrh közelében, 1400 méteres magasságban egy luc- és juharfákkal benőtt régi épület maradványai vannak. A meredek falakon belüli sík terület, szintén erdővel van benőve. A várnak két kapuja van. Tengerszint feletti magassága ugyan kétségessé teszi, de ennek ellenére egyes történészek még mindig úgy vélik, hogy az a középkori forrásokban sokszor említett Pset vára is lehet, mely azonos nevű középkori zsupánia központja volt. A falu két másik helyén is találhatók még régi épületek alapjai. Ezek egyike a Crkvina Voćara ősi romjai, míg a másik a Kuburić-ház melletti Gradina nevű lelőhely.
1941-ben a település a Független Horvát Állam része lett. Ezt követően indult meg a boszniai szerbek felkelése a horvát uralom ellen. 1941. szeptember 2-án és 3-án a horvát 10. gyalogezred Bosanski Petrovacból Kljuć irányába előretörve megtisztította a terepet, köztük Janjilát és Bravski Vaganacot a felkelőktől és felgyújtotta a települést.

## Nevezetességei
- A Szerb Ortodox Egyház temploma, amelyet a Boldogságos Szűz Mária közbenjárására szenteltek. A templom 1912-ben épült.

- Crkvina Voćara – kis méretű, négyszögletes alaprajzú római kori épület maradványai.[7]

- Gradac – ókori erődített település maradványai a Crni Vrh nevű erdős magaslaton. A védőfalak szárazon rakva készültek, két bejárattal.[7]

- Gradina – ókori erőd maradványai egy mintegy 50 méter átmérőjű kerek platón és a Vuković vrh déli lejtőin.[7]

- A településen áll a horvát légierő 1995. augusztus 7-én a Petrovačka cestán történt bombázásában elhunyt szerb áldozatok emlékműve.[8][9] Ekkor 10 szerb civilt öltek meg egy menekültoszlopban, akik a Krajinai Szerb Köztársaságból menekültek a horvét offenzíva elől.[9] A tíz meggyilkolt közül négy 5 és 13 év közötti gyerek volt.[9][10]

## Fordítás
- Ez a szócikk részben vagy egészben  a   Janjila című bosnyák Wikipédia-szócikk ezen változatának fordításán alapul.  Az eredeti cikk szerkesztőit annak laptörténete sorolja fel. Ez a jelzés csupán a megfogalmazás eredetét és a szerzői jogokat jelzi, nem szolgál a cikkben szereplő információk forrásmegjelöléseként.

- Ez a szócikk részben vagy egészben  a(z)   Јањила című szerb Wikipédia-szócikk ezen változatának fordításán alapul.  Az eredeti cikk szerkesztőit annak laptörténete sorolja fel. Ez a jelzés csupán a megfogalmazás eredetét és a szerzői jogokat jelzi, nem szolgál a cikkben szereplő információk forrásmegjelöléseként.